# 喜歡與喜歡的三角戀
《喜歡與喜歡的三角戀》（スキとスキとでサンカク恋愛）是ASa Project在2016年11月25日發售的戀愛冒險類型成人遊戲。2019年1月24日由ENTERGRAM發售PlayStation 4與PlayStation Vita版本。

## 故事簡介
小森江宗介是御宅族社的成員，並且每天跟妹妹小森江七瑠及青梅竹馬鳴瀧真帆過著愉快的學校生活。某一天，宗介被對他一見鍾情的學姐木須志衣菜告白，而小時候就跟宗介分開的親妹妹小森江鈴也回到了家裡。這兩件事情讓宗介的日常生活有了重大變化。

## 登場角色
- 聲優為PC版／PS4、PSV版[4]

### 主要角色
小森江宗介
作品男主角。陽和學園二年級生，在學校加入御宅族社。
小森江七瑠（聲：／清水愛）
宗介沒有血緣關係的妹妹，陽和學園一年級生，御宅族社成員。個性天真活潑，喜歡有趣的事物。
小森江鈴（聲：／熊乃可菜）
宗介的親妹妹。年幼時跟著宗介的生母一起搬到別的地方，後來被接回小森江家居住，並轉入陽和學園一年級。性格溫厚。
鳴瀧真帆（聲：卯衣／大橋步夕）
陽和學園二年級生，御宅族社成員。從幼稚園便和宗介一起玩耍的青梅竹馬，以前曾拒絕過宗介的告白。喜歡格鬥電玩。
木須志衣菜（聲：北見六花／小野涼子）
陽和學園三年級生，宗介的學姐。對宗介一見鍾情並不斷對他展開攻勢，後來更主動加入御宅族社。喜歡玩成人遊戲。

### 其他角色
卡拉·奧麗維亞（聲：遠野そよぎ／岡嶋妙）
可攻略角色。從國外來到日本的留學生，就讀陽和學園一年級，宗介的學妹，御宅族社成員。歷女，喜歡看時代劇，言語措辭亦受時代劇影響。有角色扮演的愛好，一直想讓真帆穿上自己設計的衣服。原本體型肥胖，但因為中暑而數日不吃不喝瘦下來後變成了美少女。
和呂田茜（聲：歩サラ／岡本理繪）
可攻略角色。陽和學園三年級生，宗介的學姐，御宅族社成員。是名腐女。

## 主題曲
片頭曲「Heart beat」
作詞、作曲：rian，編曲：山下航生，主唱：佐咲紗花
片尾曲「夏戀」
作詞、作曲：rian，編曲：山下航生，主唱：Manaca

## 評價
《喜歡與喜歡的三角戀》於「萌系遊戲大賞」2016年11月的月間賞獲得第3名，並於年間排名獲得第46名。

## 外部連結
- 喜歡與喜歡的三角戀遊戲官網 （页面存档备份，存于）（日語）
- PS4、PSV版本遊戲官網 （页面存档备份，存于）（日語）
- 英文版遊戲官網 （页面存档备份，存于）（英文）